# Дом Лебедева
Дом Лебедева — памятник архитектуры. Расположен в Санкт-Петербурге, современный адрес дома — набережная реки Фонтанки, 87.
Дом построен в конце XVIII-начале XIX века (возможно, в первом десятилетии XIX века) неизвестным архитектором. У главного фасада в центре шесть коринфских пилястр, установленных на высоком цокольном этаже, с треугольным фронтоном. Над окнами второго этажа — скульптурные панно, прямоугольные между пилястрами и круглые в остальных осях. Первый этаж обработан рустами, над окнами первого этажа лепные маски, под окнами третьего — лепной пояс. В некоторых помещениях сохранились элементы оригинальной отделки.
Некоторое время принадлежал В. Г. Жукову. С 1870-х по 1881 год в доме жил архитектор Б. Ф. Лорберг.